# Вја Јаданца (Беневенто)
Вја Јаданца је насеље у Италији у округу Беневенто, региону Кампанија.
Према процени из 2011. у насељу је живело 27 становника. Насеље се налази на надморској висини од 501 м.